# Locomotiva FS 897
Le locomotive gruppo 897 erano locotender a vapore, di rodiggio 0-5-0, di costruzione tedesca (ex KPEV T 161) acquisite dalle Ferrovie dello Stato come riparazioni di guerra dopo il 1919.

## Storia
Le locomotive del gruppo FS 897 erano delle locomotive "prussiane" del Gruppo T 161, divenuto in seguito Baureihe 94.5–17 presso la Deutsche Reichsbahn di cui vennero costruite ben 1242 unità fino al 1926. Erano giunte in Italia in conto riparazioni della prima guerra mondiale in numero di 2 unità. 

Vennero immatricolate dalle FS nel gruppo 897 con numerazione progressiva 897.001 e 897.002 ed adibite, data la loro potenza e la loro piena aderenza, alla manovra pesante negli scali di Bologna e Milano. Ebbero il soprannome "Pierina" da parte dei ferrovieri.
La 897.001, ex KPEV T 16.1 8101 "Danzica" venne demolita nel 1948; la 897.002 nel 1953

## Caratteristiche tecniche
Le caratteristiche delle locomotive 897 e il loro schema costruttivo erano quelli della locomotiva prussiana T 161. Il motore era a 2 cilindri esterni, a vapore surriscaldato, con distribuzione a cassetto cilindrico e meccanismo tipo Walschaerts. La caldaia aveva il preriscaldamento dell'acqua di alimentazione con il dispositivo disposto in alto traa la cabina di guida e il duomo; la pressione di esercizio era di 12 bar.
Era fiancheggiata dai due lati per oltre metà della sua lunghezza da due casse d'acqua. Il rodiggio a 5 assi accoppiati con ruote di piccolo diametro permetteva una piena aderenza.  Per limitare l'effetto del notevole passo rigido gli assi estremi avevano la possibilità di spostarsi trasversalmente e quello centrale aveva il bordino di spessore ridotto.
Le due locomotive giunte in Italia sviluppavano 1350 CV; avevano scorte di 8 metri cubi d'acqua e di 3 tonnellate di carbone..

## Deposito locomotive di assegnazione
- Deposito Locomotive di Milano: 897.001
- Deposito Locomotive di Bologna: 897.002